# 山口県道311号篠目徳佐下線
山口県道311号篠目徳佐下線（やまぐちけんどう311ごう しのめとくさしもせん）は、山口県山口市を通る一般県道である。

## 概要
山口市阿東篠目から山口市阿東徳佐下に至る。本路線は国道9号の旧道である。ただし、以前に比べて大幅な付け替えが行われ、すべてが国道9号旧道を通るというわけではない。山口市旧阿東町域に広がる徳佐盆地の西縁を、阿武川とJR西日本山口線とおおむね並行して走る。

### 路線データ
- 起点：山口市阿東篠目[2]（山口市阿東篠目字黒瀬25の1地先[1]：国道9号交点、山口県道344号吉部下篠目線終点）
- 終点：山口市阿東徳佐下[2]（山口市阿東徳佐下字竹添2110の2地先[1]：国道315号交点）
- 総延長：16.4 km[1]

## 歴史
- 1968年（昭和43年）4月1日 - 山口県告示第252号により、「県道篠目地福上線」を県道認定[3]。起点は山口県阿武郡阿東町篠目、終点は同町地福上。
- 1972年（昭和47年） - 山口県の県道番号再編により現行の路線番号に変更される。
- 2009年（平成21年）4月1日 - 終点が阿武郡阿東町地福上から同町徳佐下に、路線名が「篠目地福上線」から「篠目徳佐下線」に変更される[2]。阿東町大字地福上字上市1838番地先（山口警察署地福連絡所（旧地福駐在所）[4]）-同町大字徳佐下字竹添2110の2地先（国道315号交点）間（6,276.4 m）が阿東町道から県道に編入され[1]、「篠目地福上線」のうち阿東町大字地福上字上市1838番地先 - 同町大字地福上字上間所1220の1地先間が県道から阿東町道に降格し、阿東町大字地福上字上間所1220の1地先 - 同町大字地福上字中土2682の1地先（国道9号交点・用路交差点）間（115.8 m）が山口県道317号高佐下阿東線の道路区域に編入された[5]。
- 2010年（平成22年）1月16日 - 阿武郡阿東町が山口市に編入したことに伴い、起点および終点の地名表記が変更される（阿武郡阿東町篠目→山口市阿東篠目、阿武郡阿東町徳佐下→山口市阿東徳佐下）。

## 路線状況

### 重複区間
- 山口県道344号吉部下篠目線（山口市阿東篠目）

## 地理

### 通過する自治体
- 山口県
  - 山口市

### 交差する道路
| 交差する道路                                   | 交差する場所                     | 交差する場所 |
| ---------------------------------------------- | -------------------------------- | ------------ |
| 国道9号 山口県道344号吉部下篠目線 重複区間起点 | 阿東篠目                         | 起点         |
| 山口県道344号吉部下篠目線 重複区間終点         | 阿東篠目                         |              |
| 山口県道11号萩篠生線                           | 阿東生雲東分（いくもひがしぶん） |              |
| 山口県道317号高佐下阿東線                      | 阿東地福上                       |              |
| 国道315号                                      | 阿東徳佐下                       | 終点         |

### 交差する鉄道
- 山口線

### 沿線
- JR西日本山口線
  - 渡川駅 - 三谷駅 - 名草駅
- 山口市立阿東中学校